# ¿Qué hacemos con los hijos?
¿Qué hacemos con los hijos? és una pel·lícula espanyola dirigida per Pedro Lazaga en 1967, basada en l'obra homònima del dramaturg Carlos Llopis.

## Argument
Antonio Martínez és un taxista xapat a l'antiga que recorre Madrid, presumeix dels seus fills: Juan, que comparteix el seu treball de taxista; Luisa, perruquera de senyores, Antoñito, que estudia per a ser advocat, i Paloma, que serà mestressa de casa.
Però Antonio no sap que els seus fills no són exactament com ell creï: Paloma que vol casar-se amb un guàrdia urbà; Juan que és un barrut i vacil·la a la seva mare; Antonio que vol ser torero; i Luisa, que és una gogó, la qual cosa els seus pares ignoren. El dia que Antonio el descobreix, s'enfronta amb la seva dona i fills i sofreix una gran decepció. Des de llavors ningú de la família parla a Antonio, i aquest creu que el millor és deixar-los perquè vegin per ells mateixos que s'han equivocat, però això tampoc resultarà, ja que cadascun veurà els seus problemes augmentats.

## Repartiment
La pel·lícula té un gran repartiment, format per grans actors còmics del moment i grans promeses.
- Antonio, pare: Paco Martínez Soria
- María, mare: Mercedes Vecino
- Paloma, filla: María José Goyanes
- Luisa, filla: Irán Eory
- Juan, fill: Pepe Rubio
- Antoñito, fill: Emilio Gutiérrez Caba
- Enrique, el guardia: Alfredo Landa
- Remedios, criada: Lina Morgan

## Premis
Paco Martínez Soria va rebre el premi al millor actor als Premis del Sindicat Nacional de l'Espectacle de 1967.